# Nepiesta jugicola
Nepiesta jugicola är en stekelart som beskrevs av Gabriel Strobl 1904. Nepiesta jugicola ingår i släktet Nepiesta och familjen brokparasitsteklar. Inga underarter finns listade i Catalogue of Life.